# Western Crater
Western Crater är ett berg i Antarktis. Det ligger i Östantarktis. Nya Zeeland gör anspråk på området. Toppen på Western Crater är 3 561 meter över havet.
Terrängen runt Western Crater är huvudsakligen mycket bergig. Trakten är obefolkad. Det finns inga samhällen i närheten. 